# Ĵ
Ĵ (minuscolo ĵ) è la quattordicesima lettera dell'alfabeto dell'esperanto. Foneticamente, corrisponde al suono [ʒ] come nel francese  bonjour.
Dato che molte tastiere sono sprovviste di tale carattere è possibile ottenere la stessa lettera attraverso la combinazione delle due lettere "jx" (ikso-sistemo) o delle due lettere "jh" (h-sistemo).

## Altri usi

### In matematica
- La lettera {\displaystyle {\boldsymbol {\hat {\jmath }}}}è talvolta utilizzata in matematica per indicare un versore.